# Kanahalli, Shikarpur
Kanahalli là một làng thuộc tehsil Shikarpur, huyện Shimoga, bang Karnataka, Ấn Độ.